# Men and Women (zbiór poetycki)

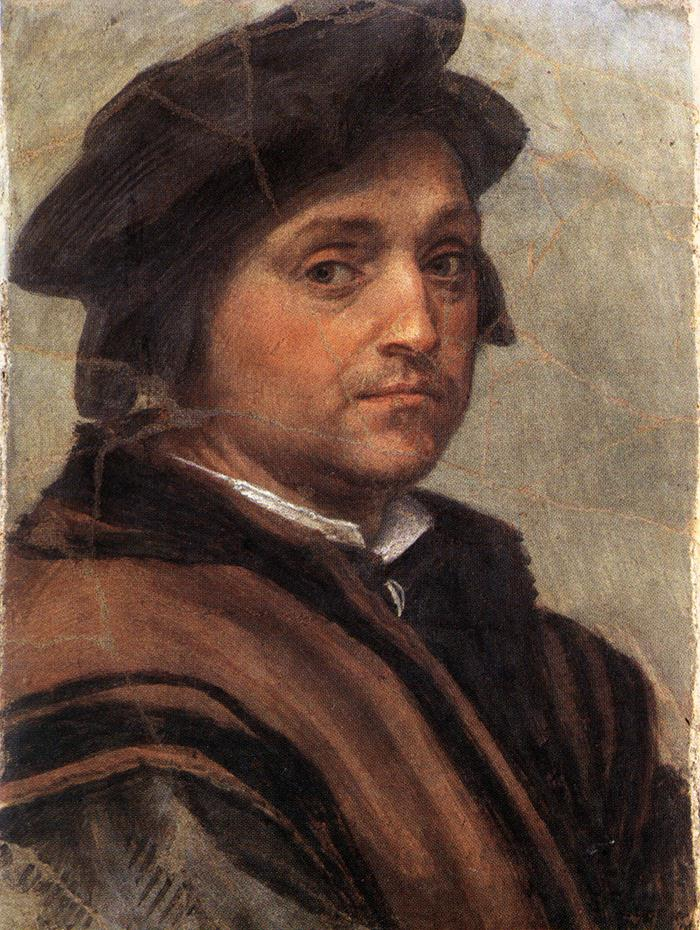
Andrea del Sarto (tu na autoportrecie) jest jednym z bohaterów cyklu Mężczyźni i kobiety

Men and Women (Mężczyźni i kobiety) – tom wierszy angielskiego poety Roberta Browninga, opublikowany w 1855. Zawiera pięćdziesiąt jeden utworów, w tym Love Among the Ruins (Miłość środ ruin, tłum. Jan Kasprowicz), A Lover’s Quarrel, Evelyn Hope, Up at a Villa – Down in the City, A Woman’s Last Word, A Toccata of Galuppi's, By the Fire-Side, Any Wife to Any Husband i An Epistle Containing the Strange Medical Experience of Karshish, the Arab Physician. W zbiorze znalazły się też wiersze Mesmerism, A Serenade at the Villa (Serenada przed willą, tłum. Jan Kasprowicz, My Star (Moja gwiazda, tłum. Juliusz Żuławski), Instans Tyrannus, A Pretty Woman, Childe Roland to the Dark Tower Came (Sir Roland pod Mroczną Wieżą stanął, tłum. Juliusz Żuławski), Respectability, A Light Woman, The Statue and the Bust, Love in a Life, Life in a Love, How It Strikes a Contemporary, The Last Ride Together (Ostatnia przejażdżka we dwoje, tłum. Zenon Przesmycki (Miriam), The Patriot, Master Hugues of Saxe-Gotha, Bishop Blougram’s Apology, Memorabilia, Andrea del Sarto (Andrea del Sarto, tłum. Juliusz Żuławski), Before, After, In Three Days, In a Year, Old Pictures in Florence, In a Balcony (Na balkonie, tłum. Jan Kasprowicz), Saul, De Gustibus—, Women and Roses, Protus, Holy-Cross Day, The Guardian-Angel, Cleon, The Twins, Popularity, The Heretic’s Tragedy, Two in the Campagna, A Grammarian’s Funeral, One Way of Love (Pierwsza droga miłości, tłum. Lucjan Szenwald), Another Way of Love (Druga droga miłości, tłum. Lucjan Szenwald) i Transcendentalism - A Poem in Twelve Volumes (Transcendentalizm. Poemat w dwunastu księgach, tłum. Juliusz Żuławski). Podsumowanie tomu jest utwór One Word More, napisany trocheicznym pięciostopowcem. Wiele utworów z omawianego cyklu ma formę monologu dramatycznego, ułożonego najczęściej wierszem białym (blank verse).